# Olympische Jugend-Sommerspiele 2010/Teilnehmer (Dschibuti)
| Gelbes Symbol für Goldmedaillen mit stilisierten Olympischen Ringen | Graues Symbol für Silbermedaillen mit stilisierten Olympischen Ringen | Braundes Symbol für Bronzemedaillen mit stilisierten Olympischen Ringen |
| ------------------------------------------------------------------- | --------------------------------------------------------------------- | ----------------------------------------------------------------------- |
| —                                                                   | —                                                                     | —                                                                       |

Die Jugend-Olympiamannschaft aus Dschibuti für die I. Olympischen Jugend-Sommerspiele vom 14. bis 26. August 2010 in Singapur bestand aus vier Athleten.

## Athleten nach Sportarten

### Leichtathletik
| Mädchen - Saredo Abdi 1000 m: DNF - Zourah Ali 3000 m: DNF | Jungen - Aboubaker Sougueh Houffaneh 3000 m: DNF |

### Schwimmen
Jungen
- Abdourahman Osman
50 m Freistil: 43. Platz
100 m Freistil: DNS